# ネーション (タイの新聞)
ネーション（英：The Nation, タイ：เดอะ เนชั่น）は、タイ王国の英語日刊新聞。ネーション・マルチメディア・グループ が1971年7月1日に創刊。

## 概要
「ボイス・オブ・ザ・ネーション」（The Voice of The Nation）が元になっている。その後1976年10月6日に廃刊し、「ネーション・レヴュー」（The Nation Review）を創刊。 その後再び名を「ネーション」（The Nation）と変えて現在に至る。 編集長はトゥンサティット・タプティム（ตุลสถิตย์ ทับทิม）。
2008年3月5日からは娯楽、健康、ライフスタイル、スポーツに分かれた。通常紙には経済、政治ニュースが掲載。さらに英字日刊タブロイド紙「デーリー・エクスプレス」（Daily Xpressเดลี่ เอ็กซ์เพรส）を発刊し、1日10万部をホテル、デパート、 駅で無料配布している。「ネーション」紙の折込みにも入れている。
2011年3月16日付の紙面で1ページを割いて「前を向いて歩こう日本」と日本語、英語、タイ語で表記して東日本大震災で被害に見舞われた日本を激励した。中央に日の丸を印刷した紙面は、お見舞いの言葉とタイの銀行で受け付けている寄付金の口座番号も記している。
2011年3月31日、東日本大震災の被災者に向けてタイ国民が義援金などの支援を提供してくれたことに対し、在タイ日本国大使館は感謝を伝える半ページの広告を『ネーション』に出した。在タイ日本国大使館によると、新聞社側の善意で無料で掲載された。広告は日本とタイの国旗をあしらい、日本語、タイ語、英語で「日本国民への温かいご支援・ご声援ありがとうございます」と書かれている。
記事内容は基本的にタイ在住の外国人層や、英語を読む知識人層を意識したもので、タイ国内の一般世論と乖離が大きいこともある。タイ語ができない学者や評論家、ジャーナリストが、「ネーション」の記事をもって「タイ国内の反応」などと発言・報道している場合には注意が必要である。
広告収入の落ち込みのため、および国外から電子版ニュースを読む読者の方が多くなってきたため、2019年6月28日付けをもって紙媒体の発行を停止して電子版に完全移行した。